# Turbodziura
Turbodziura – efekt występujący w silnikach z turbodoładowaniem polegający na opóźnieniu wzrostu mocy silnika przy próbie szybkiego zwiększenia mocy. 

## Charakterystyka
Turbodziura wynika z działania turbosprężarki, w której wirnik sprężarki jest napędzany wirnikiem turbiny, którą napędzają gazy spalinowe silnika. Gdy silnik pracuje na małej mocy lub przy niewielkich obrotach, gazów spalinowych jest mało w wyniku czego obroty wału turbosprężarki są małe, sprężanie sprężarki jest małe. W silniku wysokoprężnym zwiększenie mocy następuje przez zwiększenie ilości paliwa, ale maksymalna jego ilość jest zależna od ilości/ciśnienia powietrza/tlenu w tłoku. Dopóki obroty turbosprężarki nie nabiorą obrotów równowagi dla danej mocy silnika, ciśnienie doładowania jest niskie co skutkuje mniejszą mocą silnika. Problem ten występuje szczególnie przy małej prędkości obrotowej silnika i małej mocy bieżącej silnika.

## Przeciwdziałanie
Istnieją różne metody zmniejszania i przeciwdziałania zjawisku turbodziury. Sposobem spotykanym szczególnie w sportach motorowych jest zastosowanie systemu ALS, podtrzymującego ciśnienie doładowania poprzez dawkowanie – po zamknięciu przepustnicy – paliwa i powietrza do przewodu wydechowego umieszczonego przed turbosprężarką. Zjawisko turbodziury likwiduje także zastosowanie doładowania sekwencyjnego (bi turbo), w którym stosuje się dwie różnej wielkości turbosprężarki, z czego mniejsza jest uruchamiana, gdy silnik pracuje z niską prędkością obrotową. Na podobnej zasadzie działa system twin charger, w którym zastosowana jest turbosprężarka i kompresor. Turbodziurę w znaczący sposób niweluje także system VGT, w którym tzw. kierownice regulują strumień spalin dostarczany do wirnika, zwiększając efektywność zasilania.
Zjawisko turbodziury zupełnie niweluje dodatkowy układ doładowania elektrycznego (Audi SQ7) czy doładowanie turbiny sprężonym powietrzem (Volvo S90/V90).